# Berke Özer
Berke Özer, né le 25 mai 2000 à Konak (Turquie), est un footballeur international turc qui évolue au poste de gardien de but au LOSC Lille.

## Biographie

### En club
Né à Konak, dans la province d'İzmir, en Turquie, Berke Özer est formé par Bucaspor puis l'Altınordu FK.

#### Altınordu FK
Le 19 avril 2017, Berke Özer dispute son premier match en professionnel lors d'une rencontre de deuxième division turque face à Boluspor. Il est titularisé et son équipe s'impose par deux buts à zéro ce jour-là.

#### Fenerbahçe SK
Le 10 juillet 2018, Berke Özer s'engage en faveur du Fenerbahçe SK, en même temps que son coéquipier Barış Alıcı (en). 

#### Prêt à Westerlo
Le 20 juillet 2019, il prend la direction de la Belgique afin de signer en faveur du KVC Westerlo sous la forme d'un prêt d'une saison. Son prêt est prolongé d'une saison supplémentaire jusqu'au 30 juin 2021.

#### Retour au Fenerbahçe SK
De retour au Fenerbahçe SK pour sa dernière année de contrat, il est titulaire d'octobre 2021 à février 2022 avant d'être relégué sur le banc.

#### Eyüpspor
En janvier 2023, Berke Özer rejoint un autre club turc, Eyüpspor, et paraphe un contrat de deux ans et demi, mais il est prêté dans la foulée à Ümraniyespor jusqu'à la fin de la saison.

#### LOSC Lille
Le 14 août 2025, Berke Özer s'engage en faveur du LOSC Lille en paraphant un contrat de quatre ans, soit jusqu'en juin 2029,,. Le montant du transfert est estimé à 4,5 millions d'euros,.
Il fait ses débuts pour le LOSC Lille, le 17 août 2025, lors de la 1ère journée de Ligue 1 contre le Stade brestois 29 (match nul 3-3).

### En équipe nationale
Berke Özer joue avec les moins de 19 ans. Il participe à sept matchs avec cette sélection, entre 2018 et 2019.
Le 2 juin 2021, il dispute son premier match avec l'équipe de Turquie espoirs en étant titularisé face à l'Ukraine lors d'un match amical. Les deux équipes se neutralisent ce jour-là (1-1 score final).
Le 14 mars 2025, Berke Özer est convoqué avec l'équipe nationale de Turquie par le sélectionneur Vincenzo Montella. Mais il ne joue aucun match lors de ce rassemblement.
Rappelé en mai, il honore cette fois-ci sa première sélection avec la Turquie le 7 juin 2025, lors d'un match amical face aux États-Unis où il est titularisé. Son équipe l'emporte par deux buts à un,.